# مجمع سنوي ماونتنز
مجمع سنوي ماونتنز أو حرفياً مجمع الجبال الثلجية (بالإنجليزية: Snowy Mountains Scheme)‏ هو مجمع الطاقة الكهرومائية والري في جنوب شرق أستراليا. يتكون المخطط من ستة عشر سداً رئيسياً، سبع محطات توليد الكهرباء، محطة ضخ واحدة و225 كيلومتراً (140 ميل) من الأنفاق وخطوط الأنابيب والقنوات المائية التي تم بناؤها بين عامي 1949 و1974. تم الانتهاء من المشروع تحت إشراف كبير المهندسين، السير وليام هدسون، وهو أكبر مشروع هندسي يتم تنفيذه في أستراليا.
يتم التقاط مياه نهر سنوي وبعض روافده، التي كان معظمها يتدفق جنوب شرق شواطئ نهر غيبسلاند الشرقية، وفي مضيق باس في بحر تسمان، عند ارتفاعات عالية وتحويلها إلى داخل مناطق ري نهري موراي وموروبيدجي، من خلال نظامين رئيسيين للأنفاق يتم قيادتهما عبر الفجوة القارية لسنوي ماونتنز، والمعروف في أستراليا باسم «غريت ديفايدينغ». تقع المياه على بعد 800 متر (2,600 قدم) وتنتقل عبر محطات الطاقة الكهرومائية الكبيرة التي تولد طاقة ذروة حمل في مقاطعة العاصمة الأسترالية ونيوساوث ويلز وفيكتوريا.
في عام 2016، تمت إضافة مخطط مخطط سنوي ماونتنز إلى قائمة التراث الوطني الأسترالي.

## قراءة معمقة
- Collis، Brad (2015). Snowy - The Making of Modern Australia. Canberra, ACT: Coretext Books. ISBN:9780977502936. مؤرشف من الأصل في 2017-01-21.
- Bevitt, R.؛ Erskine, W.؛ Gillespie, G.؛ Harriss, J.؛ Lake, P.؛ Miners, B.؛ Varley, I. (مايو 2009). "Expert panel environmental flow assessment of various rivers affected by the Snowy Mountains Scheme". NSW Department of Water and Energy. ISBN:978-0-7347-5656-5. مؤرشف من الأصل (PDF) في 2015-04-11.
- Failes، Laurence (1965). "Snowy Mountains Hydro Electric Scheme slide collection with accompanying text". المكتبة الوطنية الأسترالية. مؤرشف من الأصل (370 slides, digitised and photocopy of typescript) في 2016-03-03.
- McHugh، Siobhan (1989). The Snowy - The People behind the Power. Richmond, Victoria: Heinemann. ص. 272. ISBN:0-20718-801-7. مؤرشف من الأصل في 2019-04-10.

## وصلات خارجية
- "New Australia: The Snowy Mountains Hydro-Electric Scheme 1949-1974". Migration Heritage Centre of New South Wales. 2011. مؤرشف من الأصل (Online exhibition) في 2019-03-18.
- "Our History". Snowy Mountains Engineering Corporation. مؤرشف من الأصل في 2011-09-21.
- "Power for the People". Collections: Exhibitions & Events (Permission required). National Archives of Australia. 2009. مؤرشف من الأصل (36 construction images) في 2017-03-20.
- Snowy Hydro Limited
- "Snowy Scheme collection". Collections. National Museum of Australia. 2008. مؤرشف من الأصل في 2011-10-11.
- "The Snowy Mountains Hydro-electric Scheme". Year Book Australia Special Article. المكتب الأسترالي للإحصاء. 1986. مؤرشف من الأصل في 2018-07-12.
- "The Snowy Mountains Scheme - Australia" (PDF). Snowy Mountains Hydroelectric Authority. جامعة التكنولوجيا في سيدني. مؤرشف من الأصل (PDF brochure) في 2018-03-14.
- The Snowy River Alliance — a community group for the protection of the Snowy River